# Râul Stoineasa
Râul Stoineasa este un curs de apă, afluent al râului Moldova. 